# Ahmet Çakır (Politiker)

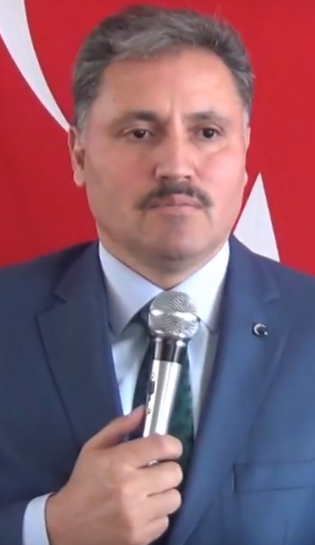
Ahmet Çakır (2014)

Ahmet Çakır (* 1964 in Darende) ist seit dem 24. März 2009 der Oberbürgermeister von Malatya. Er ist Mitglied der Adalet ve Kalkınma Partisi (AKP).
Çakır besuchte die Grund-, Mittel- und Oberschule in Darende. An der Anadolu Üniversitesi studierte er Wirtschaft und war dann in der Wirtschaft tätig. 2001 gehörte er zu den Gründungsmitgliedern der AKP. Er war Mitglied des Unternehmerverbands MÜSİAD und Präsident des Verbands von Malatya.
Çakır ist verheiratet und hat zwei Kinder. Er spricht Englisch und Arabisch.